# Julius Hawley Seelye

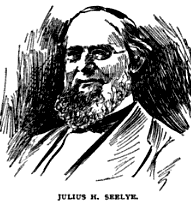
Julius H. Seelye

Julius Hawley Seelye (* 14. September 1824 in Bethel, Connecticut; † 12. Mai 1895 in Amherst, Massachusetts) war ein US-amerikanischer Politiker. Zwischen 1875 und 1877 vertrat er den Bundesstaat Massachusetts im US-Repräsentantenhaus.

## Werdegang
Julius Seelye besuchte bis 1849 das Amherst College. Nach einem anschließenden Theologiestudium am Auburn Theological Seminary und seiner 1853 erfolgten Ordination zum Geistlichen fungierte er zwischen 1853 und 1858 als Pastor der First Reformed Protestant Dutch Church in Schenectady (New York). Von 1858 bis 1876 war er Philosophieprofessor am Amherst College. Im Jahr 1872 nahm er eine Einladung nach Britisch-Indien an, wo er ebenfalls einige Vorlesungen hielt.
Bei den Kongresswahlen des Jahres 1874 wurde Seelye als unabhängiger Kandidat im zehnten Wahlbezirk von Massachusetts in das US-Repräsentantenhaus in Washington, D.C. gewählt, wo er am 4. März 1875 die Nachfolge von Charles A. Stevens antrat. Da er im Jahr 1876 auf eine erneute Kandidatur verzichtete, konnte er bis zum 3. März 1877 nur eine Legislaturperiode im Kongress absolvieren. Nach dem Ende seiner Zeit im US-Repräsentantenhaus war Julius Seelye Mitglied einer Kommission zur Überarbeitung der Steuergesetze des Staates Massachusetts. Von 1876 bis 1890 war er als Nachfolger von William Augustus Stearns Präsident des Amherst College. Er starb am 12. Mai 1895 in Amherst, wo er auch beigesetzt wurde.